# Gazelle de Waller
Litocranius walleri
Pour les articles homonymes, voir Waller.
Genre
Espèce
Synonymes
- Gazella walleri Brooke, 1879[1]

Statut de conservation UICN

 NT  : Quasi menacé
Statut de conservation UICN

 NT  : Quasi menacé
La gazelle de Waller (Litocranius walleri), aussi appelée antilope girafe, gazelle-girafe ou gérénuk (mot provenant du Somali garanuug ou deero-garanuug, littéralement, la gazelle qui tète la girafe), est une espèce d'antilope de taille moyenne, caractérisée par son long cou qui fait penser à celui d'une girafe. La gazelle de Waller présente en outre des membres très fins, de grands yeux et de larges oreilles. Sa robe est presque blanche sur les jambes et le dessous du ventre et fauve clair sur la partie supérieure du corps. Le mâle est le seul à porter des cornes, qui sont fines, courtes et cylindriques.
C'est la seule espèce du genre Litocranius.
La gazelle de Waller vit principalement en Éthiopie, Djibouti, au Kenya, en Somalie, et en Tanzanie.
Le nom de cette gazelle commémore le révérend H. Waller (1833-1901), un missionnaire en Afrique et ami du docteur David Livingstone.
Elle se déplace, très gracieusement avec une allure rapide, le cou tendu vers l'avant. Elle peut courir à 100 km/h pour fuir un danger.

## Écologie et comportement
La gazelle de Waller est un animal diurne. Elle passe la plus grande partie de sa journée à ruminer.
C'est un animal qui vit par groupe d'environ 10 individus, composé uniquement de femelles et de leurs petits. Les mâles sont solitaires et territoriaux. Ils ne cohabitent avec les femelles que pendant les périodes de rut. 
|  |  |

## Nourriture
La gazelle de Waller se nourrit principalement de feuilles (animal folivore) qu'elle atteint en se dressant sur ses pattes arrière et en étirant sa langue. Cette particularité lui donne un avantage sur les autres ruminants d'Afrique car elle peut obtenir des ressources que les autres ne peuvent pas atteindre. 
Elle peut ne pas boire pendant plusieurs jours comme les chameaux.
Elle est la proie de lions, hyènes, léopards et autres prédateurs d'Afrique.

## Reproduction
Les femelles atteignent leur maturité sexuelle à un an et les mâles à 18 mois.
La gazelle de Waller se reproduit toute l'année. La période de gestation est d'environ 165 jours, après laquelle nait généralement un petit. Les nouveau-nés pèsent environ 3 kg pour atteindre entre 20 et 50 kg à l'âge adulte.

## Liste des sous-espèces
Selon BioLib (14 août 2023) :
- sous-espèce Litocranius walleri sclateri Neumann, 1988
- sous-espèce Litocranius walleri walleri Brooke, 1878

## Galerie

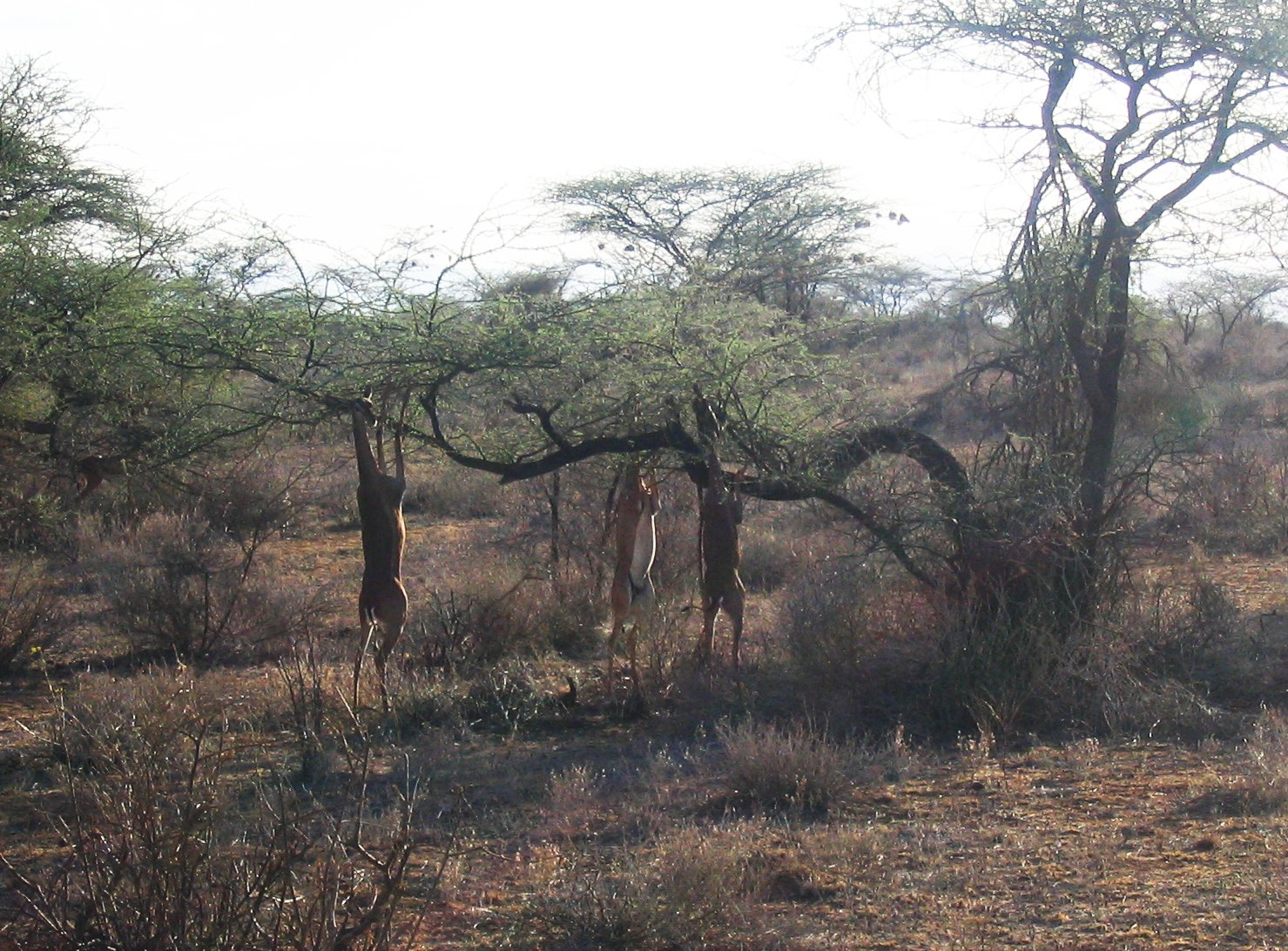
La gazelle girafe a la particularité de se nourrir là ou aucune autre antilope ne peut aller, à 3 mètres au-dessus du sol, dressée sur ses longues pattes arrière, le corps et le cou tendu à la verticale.
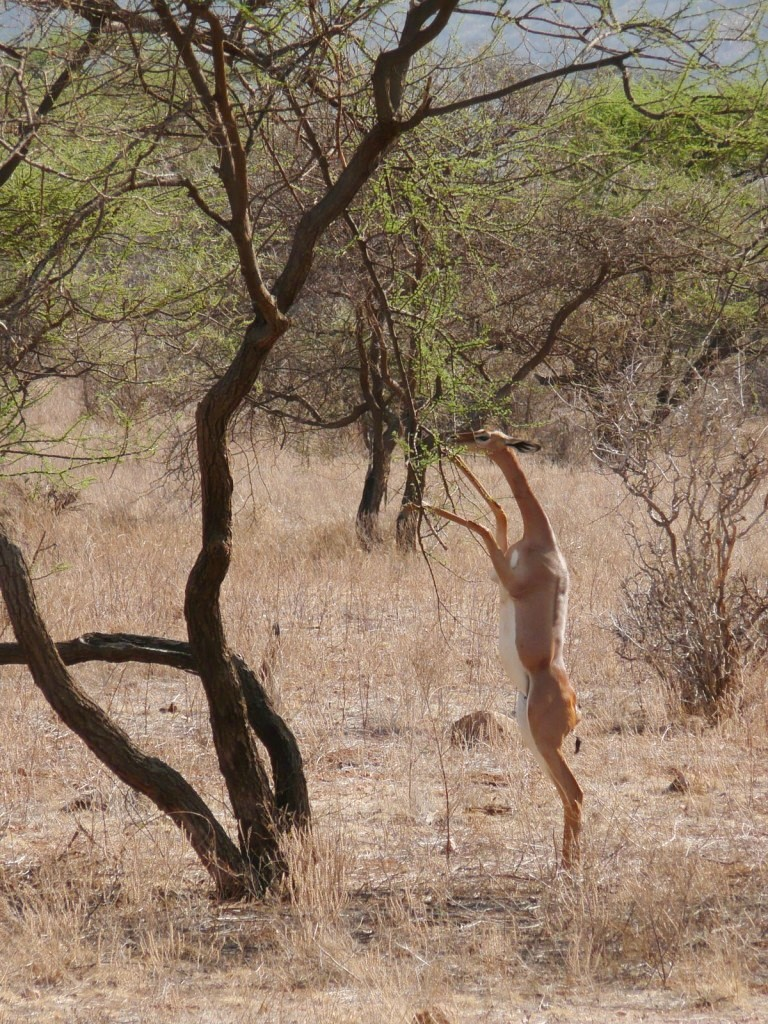
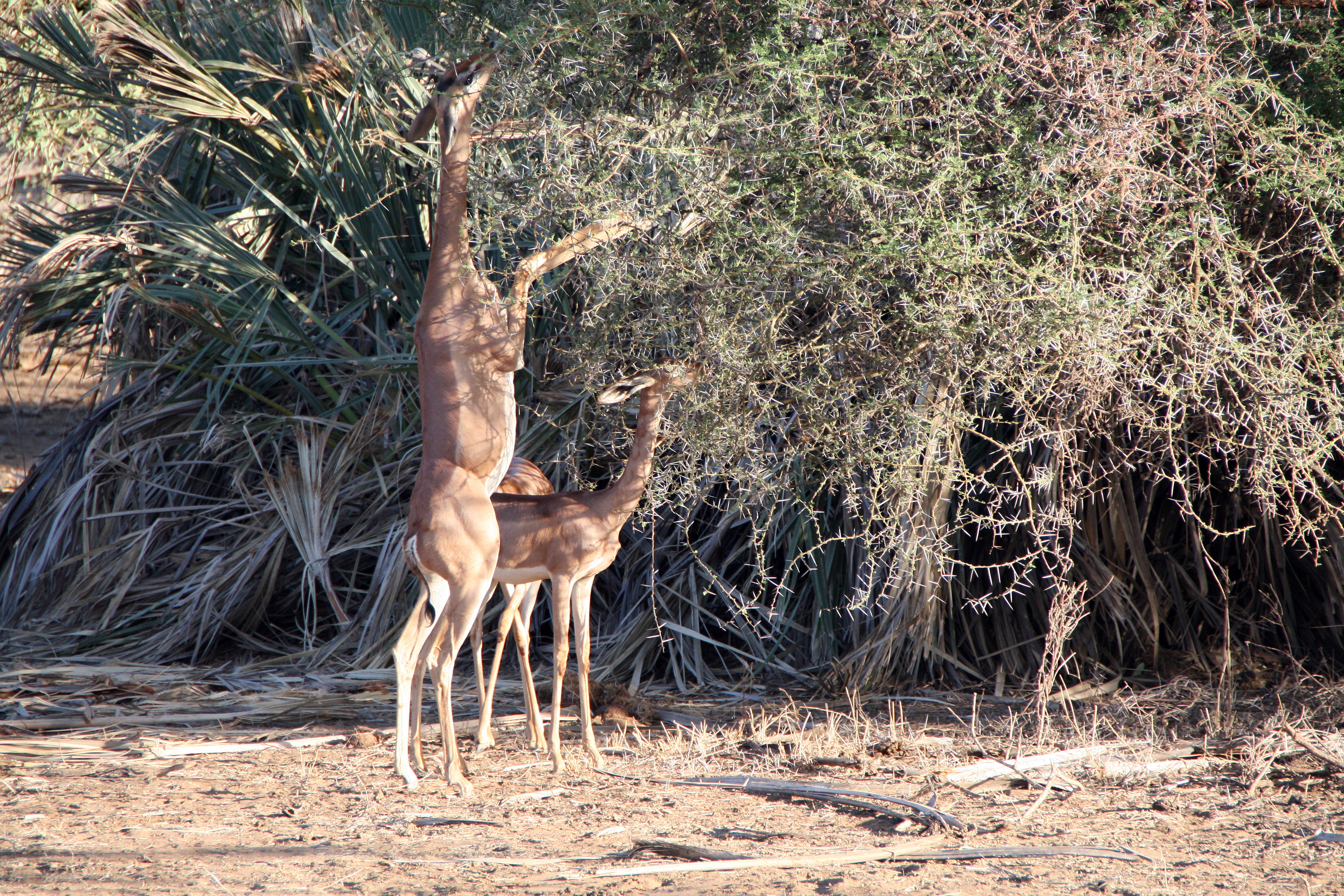
Gazelle de Waller (gérénuk) dans la réserve nationale de Samburu.
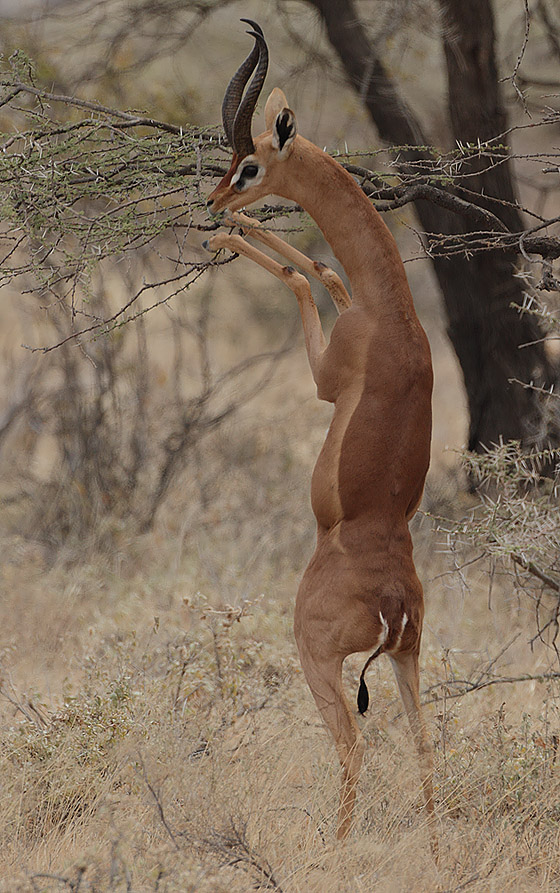
Gazelle de Waller, gérénuk (mâle).

### GenreLitocranius
- (en) Animal Diversity Web : Litocranius
- (en) BioLib : Litocranius  Kohl, 1886 (consulté le 14 août 2023)
- (fr + en) ITIS : Litocranius  Kohl, 1886 (consulté le 14 août 2023)
- (en) Mammal Species of the World (3e  éd., 2005) : Litocranius Kohl, 1886 (consulté le 14 août 2023)
- (en) NCBI : Litocranius (taxons inclus) (consulté le 14 août 2023)

### EspèceLitocranius walleri
- (en) Animal Diversity Web : Litocranius walleri
- (en) BioLib : Litocranius walleri  (Brooke, 1879) (consulté le 14 août 2023)
- (fr + en) ITIS : Litocranius walleri (Brooke, 1879)
- (en) Mammal Species of the World (3e  éd., 2005) : Litocranius walleri Brooke, 1878 (consulté le 14 août 2023)
- (en) NCBI : Litocranius walleri (taxons inclus) (consulté le 14 août 2023)
- (en) Tree of Life Web Project : Litocranius walleri (consulté le 14 août 2023)
- (en) UICN : espèce Litocranius walleri  (Brooke, 1879) (consulté le 14 août 2023)